# Conjunt de cases de la Riera d'en Folch
El conjunt de cases de la Riera d'en Folch és un grup de quatre habitatges de Badalona (Barcelonès) realitzats amb estil noucentista i amb la mateixa factura per l'arquitecte Josep Maria Ribas i Casas el 1923. Ocupen una part de l'illa que fa cantonada amb l'avinguda de Martí Pujol –tram abans conegut com a riera d'en Folch– i els carrers de Ribas i Perdigó i d'Arnús. Estan protegits com a bé cultural d'interès local.

## Descripció
Originalment era un conjunt de sis habitatges unifamiliars «a l'anglesa» que anaven a banda i banda del carrer de Ribas i Perdigó amb façana a l'avinguda de Martí Pujol. Quan es va fer el catàleg de patrimoni de la ciutat el 1980, una de les cases ja havia estat desfigurada amb elements moderns, com una tribuna i una porta de garatge, i finalment aquesta i una altra van desaparèixer. Les que van ser protegides van ser quatre i actualment són de propietat privada.
El seu estil és plenament noucentista. A nivell d'estructura arquitectònica, tenen planta baixa i pis. La seva façana és senzilla, orientada a la riera, està esgrafiada amb gerros de flors. Inicialment disposaven de pati o jardí tant al davant com al darrere. A causa de la urbanització de la riera d'en Folch els patis davanters van ser eliminats i van deixar pas a la vorera i a zona d'aparcament.

## Història
Els promotors d'aquest conjunt van ser el metge Manuel Ribas i Perdigó i la seva esposa Carme Casas i Güell, propietaris dels terrenys, que a més eren els pares de l'arquitecte Josep Maria Ribas. Les cases van ser construïdes el 1923 durant la dictadura de Primo de Rivera. A més, el matrimoni va cedir una part dels terrenys a l'Ajuntament de Badalona per construir-hi els vials. Per aquesta raó, l'antic carrer de la Granota va passar a anomenar-se de Ribas i Perdigó.